# (1744) Harriet
(1744) Harriet ist ein Asteroid des Hauptgürtels, der am 24. September 1960 vom niederländischen Forscherteam Cornelis Johannes van Houten, Ingrid van Houten-Groeneveld und Tom Gehrels im Rahmen des Palomar-Leiden-Surveys entdeckt wurde.
Der Asteroid ist nach der Ehefrau des US-amerikanischen Astronomen Paul Herget benannt. Herget war neben den drei Entdeckern einer der Initiatoren des Palomar-Leiden-Surveys.